# Solanum abutiloides
Solanum abutiloides là loài thực vật có hoa trong họ Cà. Loài này được (Griseb.) Bitter & Lillo miêu tả khoa học đầu tiên năm 1913.